# Emlyn Williams
Emlyn Williams, född 26 november 1905 i Wales, Storbritannien, död 25 september 1987 i London, England, var en brittisk skådespelare, manusförfattare, författare och regissör. 
Williams regisserade filmen Dolwyns sista dagar (1949), men var främst verksam som manusförfattare. Bland annat skrev han dialog för filmen Mannen som visste för mycket (1934) och förlagor till filmerna När mörkret faller (1937) och Kung Ralph (1991).

## Filmografi

### Filmroller
- 1932 – Men of Tomorrow
- 1932 – The Frightened Lady
- 1933 – Friday the Thirteenth
- 1934 – Illusion
- 1934 – Road House
- 1934 – My Song for You
- 1934 – Hertigen av stål
- 1935 – Diktatorn
- 1935 – The City of Beautiful Nonsense
- 1936 – Broken Blossoms
- 1938 – Dead Men Tell No Tales
- 1938 – Citadellet
- 1938 – Efter mörkrets inbrott
- 1939 – Värdshuset Jamaica
- 1940 – Stjärnorna blicka ned
- 1940 – You Will Remember
- 1940 – Komplott!
- 1941 – Major Barbara
- 1941 – This England
- 1941 – Hattmakarens borg
- 1949 – Dolwyns sista dagar
- 1950 – Tre fruar om en älskare
- 1951 – Utan samvete
- 1951 – Stryparen
- 1952 – Ivanhoe – den svarte riddaren
- 1952 – Det mörka rummet
- 1955 – Kärlek utan nåd
- 1958 – Jag anklagar
- 1959 – Spökskeppet
- 1959 – Den blinda gudinnan
- 1963 – Rum för obemärkt
- 1967 – Det djävulska ögat
- 1970 – Farligt möte

### Filmmanus/förlaga
- 1933 – Friday the Thirteenth
- 1934 – Evigt ung
- 1934 – Evergreen
- 1934 – Mannen som visste för mycket
- 1935 – The Divine Spark
- 1936 – Broken Blossoms
- 1937 – När mörkret faller
- 1938 – Citadellet
- 1938 – Dead Men Tell No Tales
- 1941 – This England
- 1942 – Livet börjar Kl. 8.30
- 1945 – Nya skördar
- 1957 – Min son skall hängas
- 1991 – Kung Ralph

### Regissör
- 1949 – Dolwyns sista dagar